# Musikjahr 1624
Liste der Musikjahre

◄◄ | ◄ | 1620 | 1621 | 1622 | 1623 | Musikjahr 1624 | 1625 | 1626 | 1627 | 1628 | ► | ►►

Weitere Ereignisse
Dieser Artikel behandelt das Musikjahr 1624.

## Ereignisse

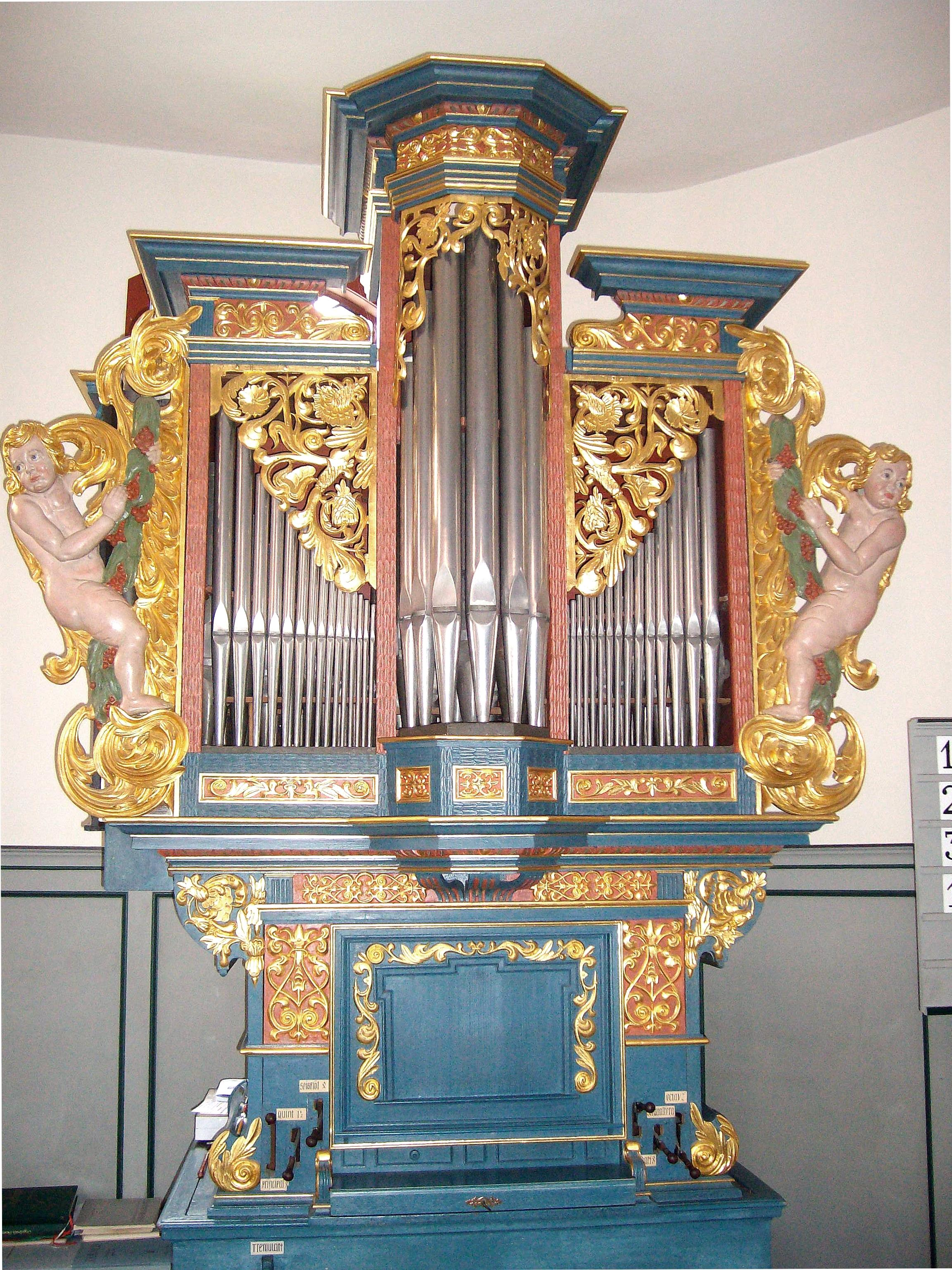
Orgel der Evang. Kirche in Worfelden, 1624

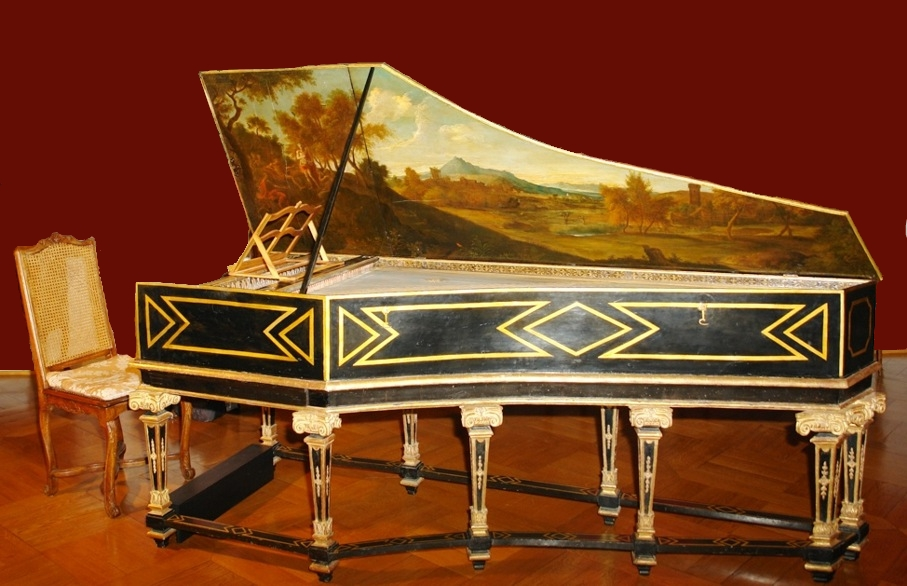
Cembalo von Johannes Ruckers, 1624

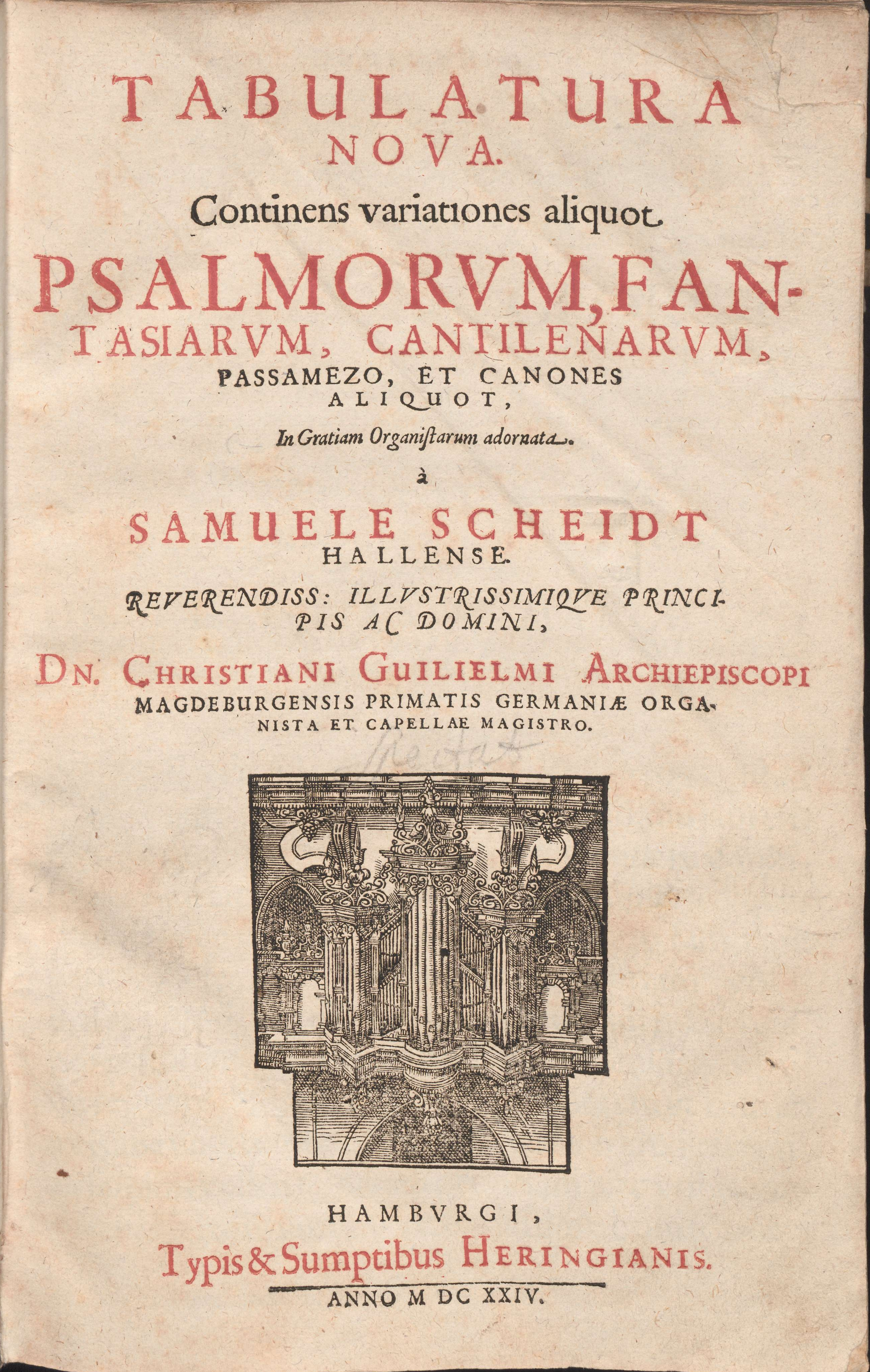
Samuel Scheidt – Tabulatura nova Titelseite der Sammlung, 1624

- Giovanni Francesco Anerio nimmt im Juni als Organist an den Feierlichkeiten zur Einkleidung der Novizen des Konvents San Teonisto in Treviso teil. Ebenfalls im Jahr 1624, wird er in einer langen Reihe von italienischen Vorgängern, Chormeister des Königs Sigismund III. Wasa von Polen und Schweden in Warschau.
- Stefano Bernardi, der 1622 in der Nachfolge Antonio Cifras als Hofkapellmeister des Bischofs von Breslau und Brixen, Erzherzog Karl, in dessen Residenz im schlesischen Neisse gewirkt hatte, erhält nach dem Tode Karls 1624 von Fürstbischof Paris von Lodron die Stelle des Hofkapellmeisters in Salzburg, die er bis 1634 ausübt.
- Antonio Bertali, der bereits ab 1620 häufig in der „Accademia Filarmonica“ von Verona spielt, erhält hier Anfang 1624 eine feste Anstellung.
- Pieter Cornet verpflichtet sich 1624 vertraglich, den Neubau eines Teils der Orgel der Sankt-Rombouts-Kathedrale von Mechelen zu überwachen.
- Orlando Gibbons, der 1623 den Grad eines Doctors of Music in Cambridge erhalten hatte, übernimmt ein Jahr später das Amt des Organisten an der Westminster Abbey in London.
- John Mundy, der 1586 den Grad eines Bachelor of Music erworben hatte, promoviert 1624 zum Doktor der Musik.
- Samuel Scheidt aus Halle veröffentlicht seine Tabulatura nova (lat.: „Neue Tabulatur“; SSWV 102–158). Sie ist „nach Umfang und Gehalt die bedeutendste Sammlung von Kompositionen für Tasteninstrumente, die vor dem 18. Jahrhundert in Deutschland erschien“.[1]
- Il combattimento di Tancredi e Clorinda (Der Kampf zwischen Tancredi und Clorinda, SV 153), ein dramatisches Madrigal des italienischen Komponisten Claudio Monteverdi wird beim Karneval in Venedig im Palast von Girolamo Mocenigo uraufgeführt. Monteverdi führt darin erstmals zwei neue Spieltechniken für Streichinstrumente ein: Tremolo und Pizzicato.
- 1624/1625: In Bologna wird die Accademia dei Filomusi gegründet.

## Instrumental- und Vokalmusik (Auswahl)
- Juan Arañés – Libro Segundo de tonos y villancicos
- Stefano Bernardi
  - Il terzo libro de madrigali, Venedig (sechsstimmig im Concertato-Stil, mit mehreren Instrumentalsonaten)
  - Psalmi, Venedig (achtstimmig, mit und ohne Orgelbegleitung)
  - Te Deum, Salzburg (zwölfchörig)
- Thomas Elsbeth – Ein Hochzeitlicher Gesang (Von Gott mir ist erkohren) zu fünf Stimmen, Freiberg: Georg Hoffmann (Hochzeitslied)
- Melchior Franck
  - Neues Christliches Grabgesang zu vier Stimmen, Coburg: Johann Forckel (Beerdigungsmotette)
  - Neues Hochzeit Gesang auß dem 37. Psalm v. 4.5 zu fünf Stimmen, Coburg: Fürstliche Druckerei (Hochzeitsmotette für seinen Drucker Johann Forckel)
  - Neues Christliches Epithalamium, aus der Historia Isaacs und Rebeccae zu zwölf Stimmen in zwei Chören, Coburg: Johann Forckel (Hochzeitsmotette)
- Girolamo Frescobaldi – Il primo libro di capricci
- Sigismondo d’India
  - Settimo libro de’ madrigali a 5 voci, Rom: Giovanni Battista Robletti
  - Ottavo libro de’ madrigali a 5 voci con basso contuinuo, Rom: Giovanni Battista Robletti
- Giovanni Girolamo Kapsberger – Poematia et carmina, Rom: Luca Antonio Soldi (Sammlung von Liedern des Papstes Urban VIII.)
- Francis Pilkington – The second set of madrigals, and pastorals, of 3. 4. 5. and 6. parts, London: Thomas Snodham
- Samuel Scheidt – Tabulatura nova
- Johann Ulrich Steigleder – Ricercar Tabulatura

## Musiktheater

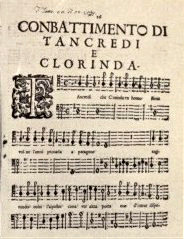
Erste Seite der Partitur von Claudio Monteverdis Il Combattimento di Tancredi e Clorinda, 1624

- Claudio Monteverdi – Il Combattimento di Tancredi e Clorinda

## Geboren

### Geburtsdatum gesichert
- 02. März: Jacob Beutel, deutscher Musiker und Chorleiter, Kreuzkantor in Dresden († 1694)
- 11. März: François Roberday, französischer Komponist und Organist († 1680)
- 15. April: Andrés Lorente, spanischer Musiktheoretiker, Organist und Komponist († 1703)
- 15. September (getauft): Francesco Provenzale, italienischer Komponist († 1704)
- 22. Dezember: Giovanni Antonio Pandolfi Mealli, italienischer Komponist und Violinist († um 1687)

### Genaues Geburtsdatum unbekannt
- Jiří Melcl, böhmischer Komponist († 1693)

## Gestorben

### Todesdatum gesichert

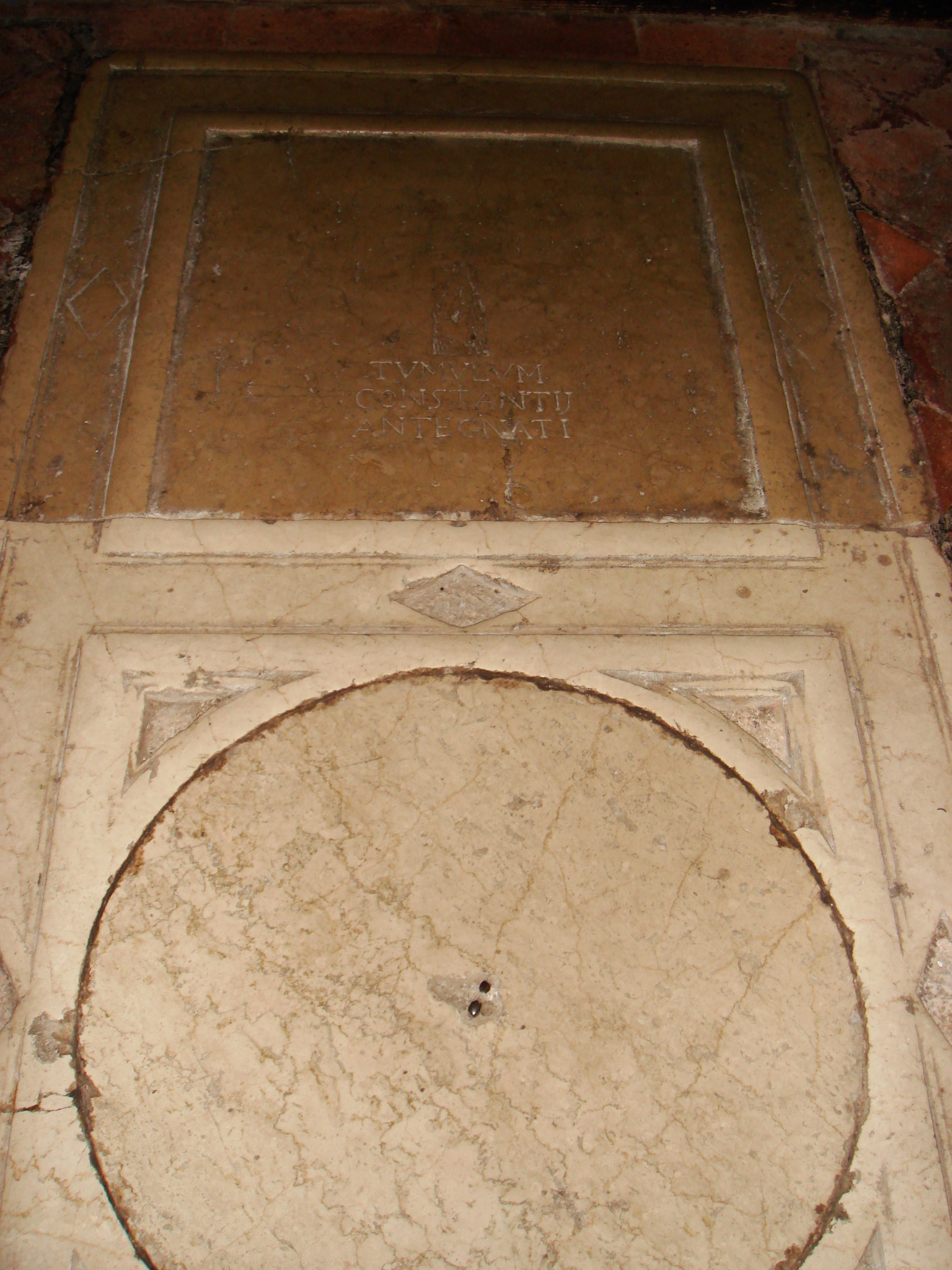
Grab von Costanzo Antegnati in der Kirche San Giuseppe in Brescia

- 04. Februar: Vicente Espinel, spanischer Lyriker und Musiker (* 1550)
- 06. März: Johannes Pincier, deutscher Mediziner, Physiker, Hochschullehrer und Kirchenlieddichter (* 1556)
- 02. Juni: Jakob Magirus, deutscher evangelischer Geistlicher und Kirchenlieddichter (* 1562 oder 1564)
- 01. Juli: Melchior Schärer, deutscher Pfarrer, Komponist und Kalendermacher (* 1563)
- 00. Oktober: Giovanni Domenico Rognoni, italienischer Organist, Komponist und Priester (* 2. Hälfte des 16. Jahrhunderts)
- 14. November: Costanzo Antegnati, italienischer Orgelbauer, Organist, Komponist und Schriftsteller (* 1549)

### Genaues Todesdatum unbekannt
- Marcantonio Negri, italienischer Komponist (* unbekannt)
- Caspar Vincentius, franko-flämischer Komponist und Organist (* um 1580)

### Gestorben nach 1624
- Johannes Staricius, deutscher Dichter, Jurist, Komponist und Alchemist (* um 1580)